# Dicranomyia infuscata
Dicranomyia infuscata är en tvåvingeart som beskrevs av Doane 1900. Dicranomyia infuscata ingår i släktet Dicranomyia och familjen småharkrankar. Inga underarter finns listade i Catalogue of Life.